# غواص قطبي
غواص قطبي[بحاجة لمصدر] أو غواص أسود الحنجرة أو سماك قطبي أو سماك أسود الحنجرة (الاسم العلمي: Gavia arctica) (بالإنجليزية: Arctic Loon وBlack-throated loon)‏ هو نوع من الطيور يتبع جنس الغواص من الفصيلة الغواصية.